# Pop It Rock It!
Pop It Rock It! (Pop Hits 2009 en Estados Unidos) es un álbum compilación de música usada en Disney Channel Original Series, Disney Channel Original Movies y también de algunos artistas de Hollywood Records. Fue lanzado en agosto de 2009.
Debido a las buenas ventas en el 2010 se lanzó otro disco llamado Pop It Rock It 2: It's On!.

## Lista de temas
| Standard Edition |        |          |  |
| N.º              | Título | Duración |  |

## Relacionados
- DisneyMania Series
- Pop It Rock It 2: It's On!
- Radio Disney Jams Series
- Disney Channel Playlist y Disney Channel Playlist 2
- Disney Channel Holiday y Disney Channel - Christmas Hits
- Disney Channel Hits: Take 1 y Disney Channel Hits: Take 2
- Los Grandes Éxitos de Disney Channel (The Very Best of Disney Channel)

- Datos: Q6082597